# ¿Cómo Vives?
¿Cómo vives? (en japonés: Kimitachi wa Dō Ikiru ka) es una novela escrita por Genzaburō Yoshino y publicada en el año 1937. Cuenta la historia de un chico de 15 años llamado Junichi Honda, apodado Koperu, y su tío, mientras el joven enfrenta el crecimiento espiritual, la pobreza y la experiencia general como ser humano.

## Trasfondo
Yuzō Yamamoto escribió originalmente la novela como una de las publicaciones finales de la serie "Nihon Shoukokumin Bunko". Sin embargo, no pudo completarlo debido a una grave enfermedad. Genzaburō Yoshino se hizo cargo y completó ¿Cómo vives? en forma de novela y publicó el libro en 1937.
Después de la conclusión de la Segunda Guerra Mundial, el libro sufrió varios cambios, como el vocabulario y la eliminación de cualquier elemento antagónico con los Estados Unidos que ya habían ocupado Japón, y fue reeditado en 1945 por Mira-sha Publishers.
¿Cómo vives? es una obra literaria popular en la educación artística clásica y, a menudo, se considera parte de la literatura infantil.

## Argumento
Junichi Honda es un estudiante de secundaria de quince años, conocido por su apodo Koperu, en honor al astrónomo Nicolás Copérnico. Es atlético, dotado académicamente y popular en la escuela. El padre de Koperu, un ejecutivo bancario, falleció cuando él era joven y vive con su madre. Su tío (por parte de madre) vive cerca y lo visita con frecuencia. Koperu y su tío son muy cercanos. Koperu comparte sobre su vida y su tío le brinda apoyo y consejos. Su tío también documenta y comenta estas interacciones en un diario, con la intención de entregárselo en algún momento a Koperu. La escritura del diario, que se intercala con la narrativa, proporciona información sobre las pruebas éticas y emocionales que Koperu compartió con su tío. Las anotaciones del diario, que cubren temas como "visión de las cosas", "estructura de la sociedad", "relaciones", etcétera, tienen el estilo de una nota escrita a Koperu.

Pensar como Copérnico que nuestra Tierra es un cuerpo celeste moviéndose dentro de la vastedad del espacio, o pensar que nuestra Tierra se encuentra fija en el centro del universo, son dos formas de pensar que, en realidad, no están relacionadas únicamente con la astronomía. Incluso cuando pensamos en cosas como el mundo que nos rodea o nuestra propia vida, la verdad es que, después de todo, seguimos girando en torno a ellas.
Sobre la visión de las cosas (nota del tío)

Al final, Koperu escribe una decisión sobre su futura forma de vida como respuesta a su tío, y la novela termina con el narrador preguntando "¿cómo vives?" al lector.

## Personajes
- Junichi Honda/Koperu: un chico de 15 años que experimenta los altibajos de la vida escolar, las amistades y la búsqueda de su lugar en el mundo.

## Publicación
Este libro forma parte de la serie "Nihon Shoukokumin Bunko", que pretendía transmitir conocimientos e ideas de una cultura libre y progresista a los escolares de Japón ("Shoukokumin" significa literalmente "ciudadanos más jóvenes"). Sin embargo, muchas de las obras fueron desalentadas por el ascenso del militarismo japonés en la década de 1930.
El politólogo Masao Maruyama elogió la composición en la que un niño, Koperu, observa la realidad y plasma con naturalidad el proceso de dibujar el proceso de descubrir varias cosas, y complementa el descubrimiento del personaje principal en forma de una carta a su tío. Además, la pregunta "¿Cómo vives?", que también es el título de este libro, no es sólo el problema ético de "cómo vivir", sino también qué tipo de conciencia científica social de vivir. Se está evaluando que se presente el problema de ser presentado.
El autor Genzaburō Yoshino, declaró que ¿Cómo vives? no fue concebido originalmente como una obra literaria, sino que pretendía ser un libro sobre ética. Sin embargo, según Takada Riko, este libro es también una teoría del arte liberal escrita para estudiantes de la antigua escuela secundaria durante el apogeo del culturalismo. Takada se centró en el entorno familiar privilegiado y la alta "clase social" de los héroes. Fueron dibujados por el autor, quien se inspiró en la gente durante su tiempo en la Escuela Secundaria Asociada Takashi (ahora una escuela secundaria adjunta a la Universidad de Tsukuba). Señaló que este libro pretende llamar a la persona, un ser humano capaz de vivir por sí mismo (es decir, educado) que era entonces un número limitado de niños privilegiados en ese momento.

## Formato
La historia alterna puntos de vista y narraciones entre Koperu y su tío. Koperu narra su vida en la escuela a medida que recorre su vida como niño en edad escolar. Su tío narra sus experiencias para ayudar a su sobrino a lidiar con el acoso y las luchas.

## Temas
Koperu aborda las dificultades de crecer como ser humano. Gran parte del aspecto del crecimiento implica tratar con personas que se oponen a la persona, al acoso y a la filosofía.

## Adaptación manga
En 2017, el libro fue serializado en forma de manga por Shoichi Haga y fue publicado por Magazine House bajo el título ¿Cómo vives? Historias de dibujos animados.

## Legado
La novela sirvió como influencia para Hayao Miyazaki y Studio Ghibli en la película El niño y la garza (2023). Aunque la novela aparece en el universo y sirve como un punto importante de la trama, la película no está conectada directamente con la novela y no es una adaptación. El estreno de la película provocó un aumento de las ventas y reimpresiones del libro en Japón. Se vendió en múltiples cantidades en la aplicación del mercado Mercari. Iwanami Shoten anunció que la circulación total del libro alcanzó 1,8 millones de copias, lo que lo convirtió en el libro número uno de Iwanami Bunko.